# Inlinehockey

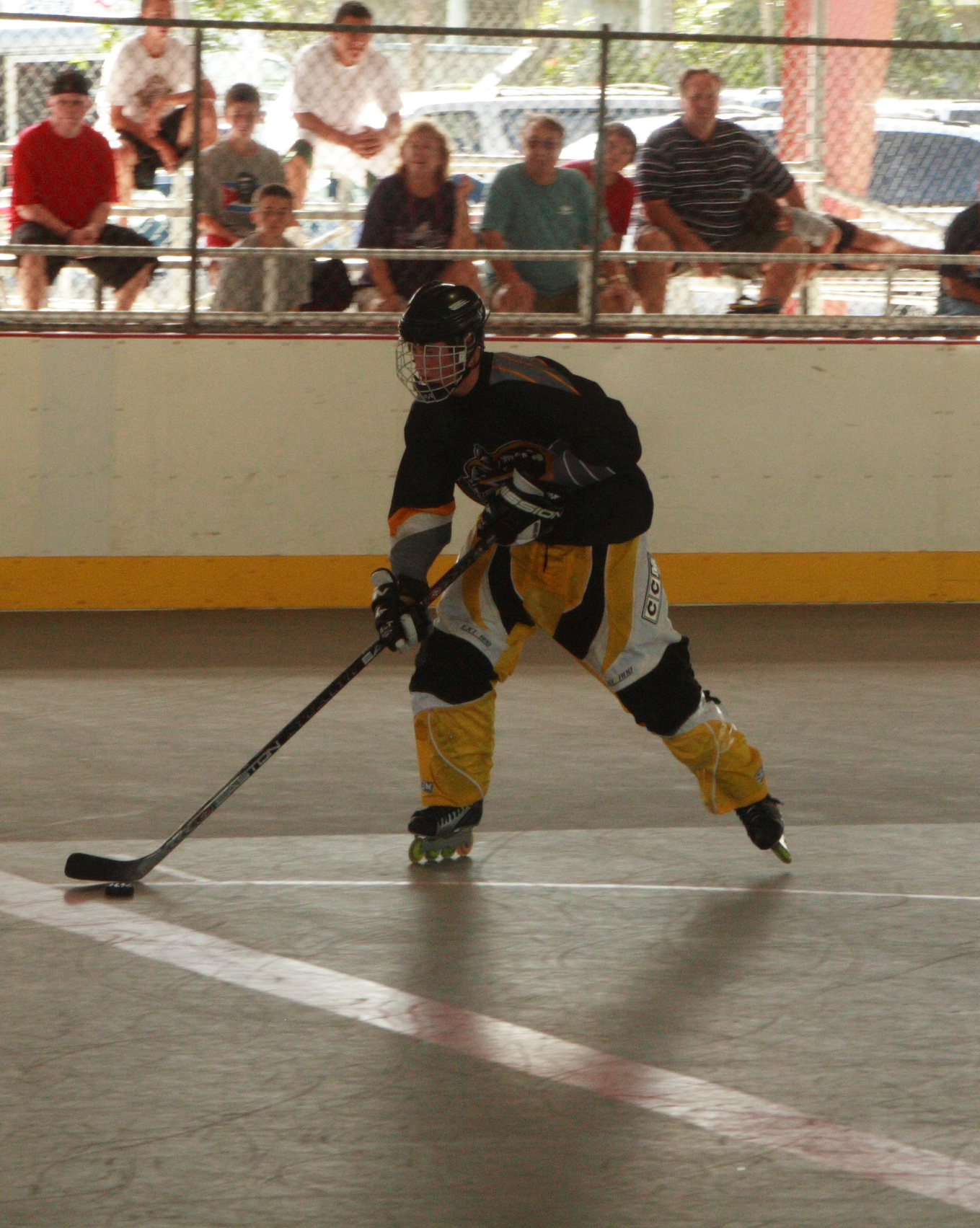
Inlinehockeyspieler

Inlinehockey ist eine Sportart, bei der zwei Mannschaften mit je fünf Spielern (vier Feldspieler und ein Torwart) gegeneinander spielen. Das Ziel des Spiels besteht darin, den Puck mit dem Schläger in das gegnerische Tor zu schießen und damit ein Tor zu erzielen. Es gewinnt die Mannschaft, die nach Ablauf der Spielzeit (dreimal 20 Minuten) die meisten Tore erzielt hat. Die Sportart ist aus dem Eishockey entstanden und teilt mit diesem wesentliche Eigenschaften, Regeln und die Ausrüstung.
Der Sport ist auf internationaler Ebene durch World Skate (ehemals: FIRS) und die International Inline Skater Hockey Federation (IISHF) organisiert.

## Geschichte
Die Verbreitung des zweispurigen Rollschuhs führte zur Sportart Rollhockey, folglich gab es lange Zeit auch kein Inlinehockey, obwohl es technisch möglich gewesen wäre, einspurige Rollschuhe zu nutzen. Aus dem Rollhockey entwickelte sich das Inline-Skaterhockey.

### Vorläufer
Eines der ältesten Belege der Sportart ist ein Film der Wochenschau Giornale Luce vom 3. November 1938. Es zeigt ein Inlinehockey-Spiel in der Nähe der Wiener Oper, ausgetragen wird es auf Inline-Skates mit Stahlrädern und einer Spieler- und Spielfeld-Ausstattung wie sie damals im europäischen Eishockey üblich war.

### Etablierung

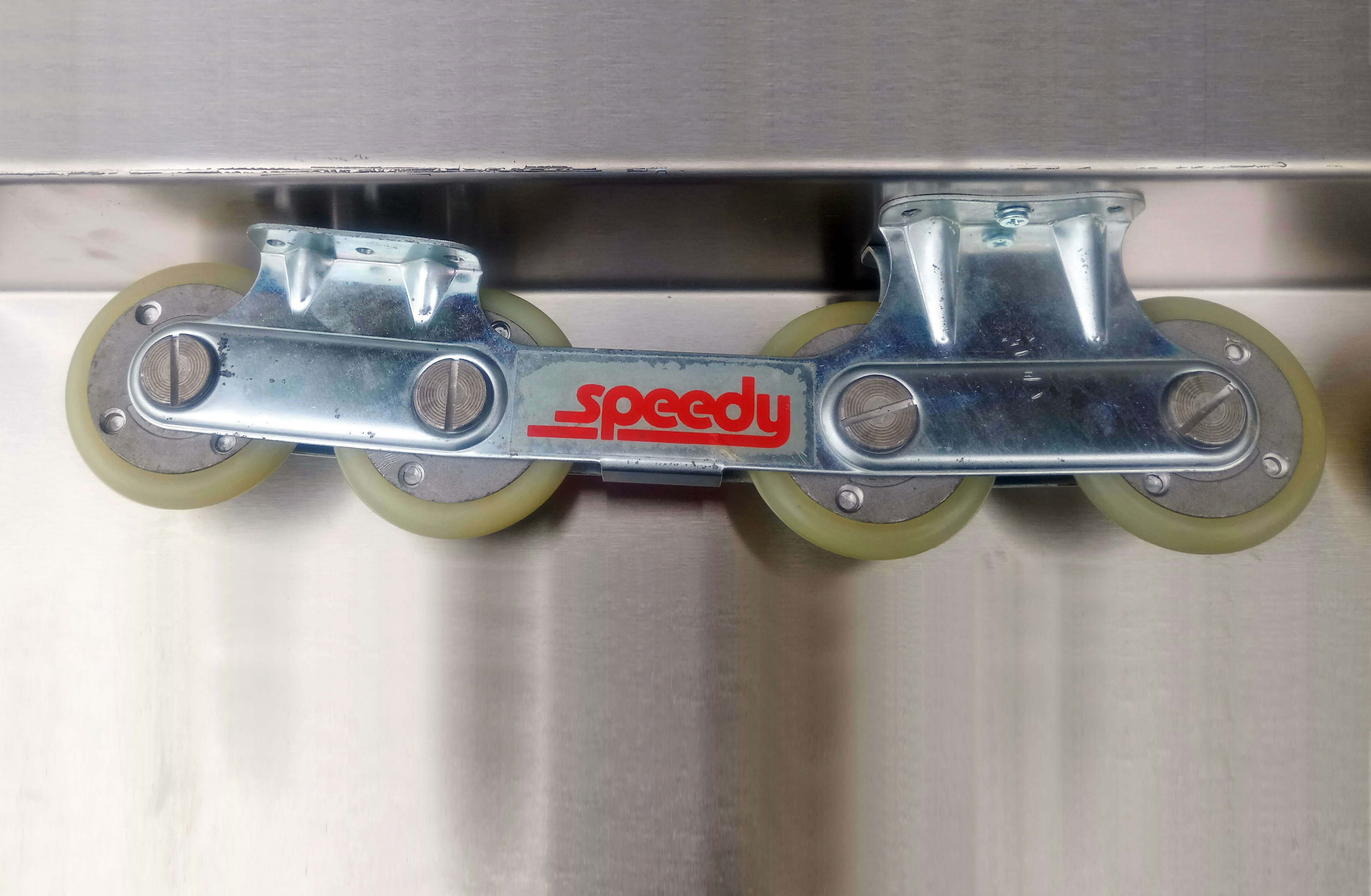
SKF-Speedy, 1978

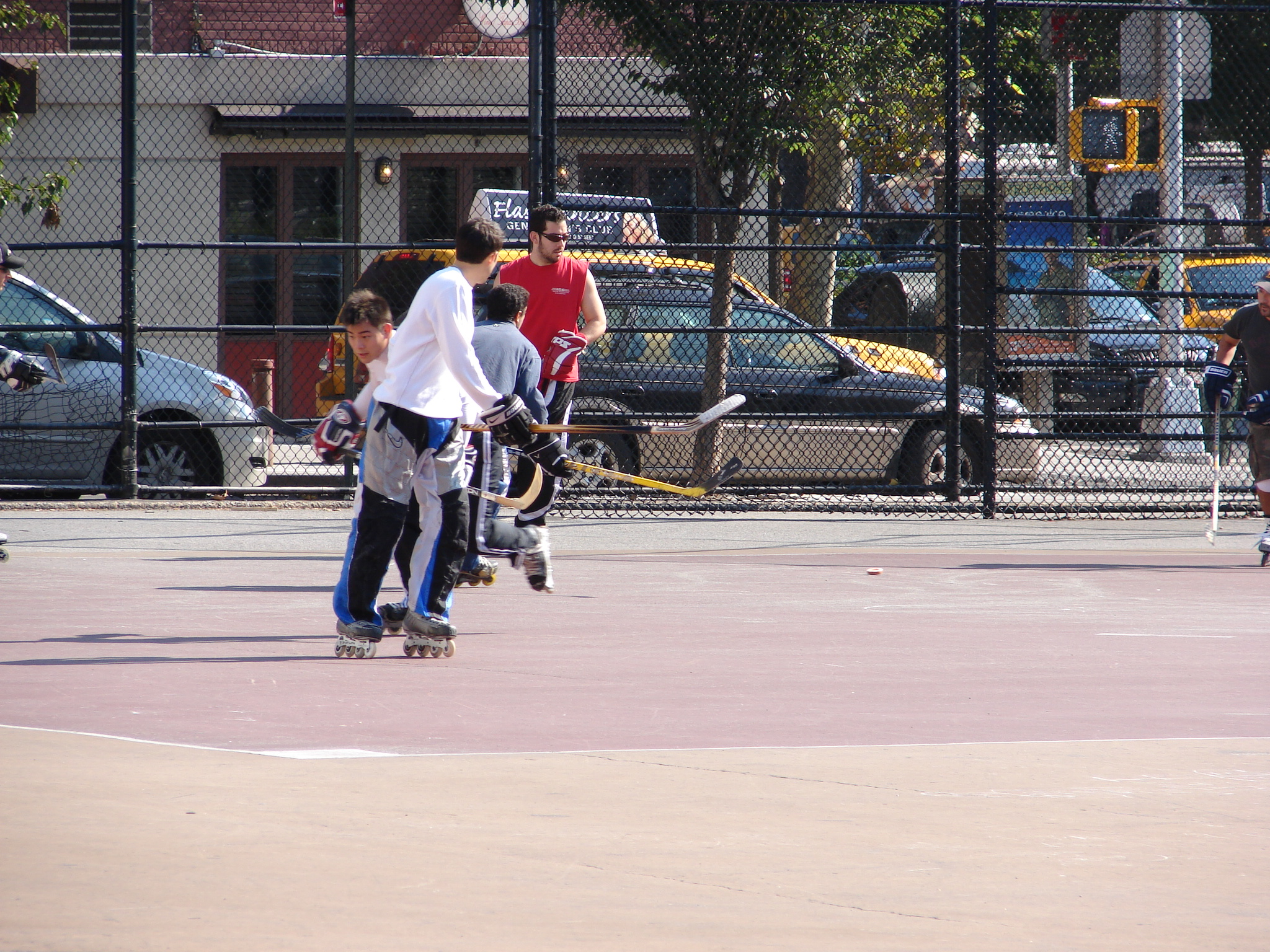
Inlinehockey auf einem Freiplatz in Manhattan, New York

Immer wieder wurden Inline-Skates als Sommer-Trainingsgerät für Eishockeyspieler konstruiert, konnten sich jedoch auf dem Breitenmarkt nicht durchsetzen. Den heutigen Inlinehockeyskates sehr ähnlich war beispielsweise das Produkt der Firma Super Skate von Morris L Silver (Patent: US3880441A) von 1973, welches als „Tandem roller hockey skate“ bezeichnet wurde. Das System „Speedy“ wurde 1978 von SKF angeboten, es gab Rollen für die Straße und für Hockey.
Erst 1979 mit der Gründung der heutigen Firma Rollerblade des Eishockeyspielers Scott Olson setzte der Erfolg ein, der auch die zweispurigen Rollschuhe verdrängte. Vergleichbar dem Straßenfussball entstand eine Streethockey-Szene. Mit der Roller Hockey International startete die erste Profi-Liga in den USA und Kanada, 1995 folgte die erste Weltmeisterschaft in Chicago.
Zu den frühesten Initiativen für Inlinehockey in Deutschland, die noch heute Bestand haben, zählen die Blue Arrows aus Sasbach, Baden-Württemberg und die Inlinehockey-Abteilung der TG Hanau in Hessen, beide datieren auf das Jahr 1994. In Karlsruhe wurde 1998 die erste deutsche Meisterschaft abgehalten, Neu-Isenburg besiegte Hanau 2:0. Die Beliebtheit nahm insbesondere in der zweiten Hälfte der 1990er Jahre weiter zu, so dass man die Sportart in Deutschland zeitweise als „Trendsportart“ betrachtete.

## Verbreitung

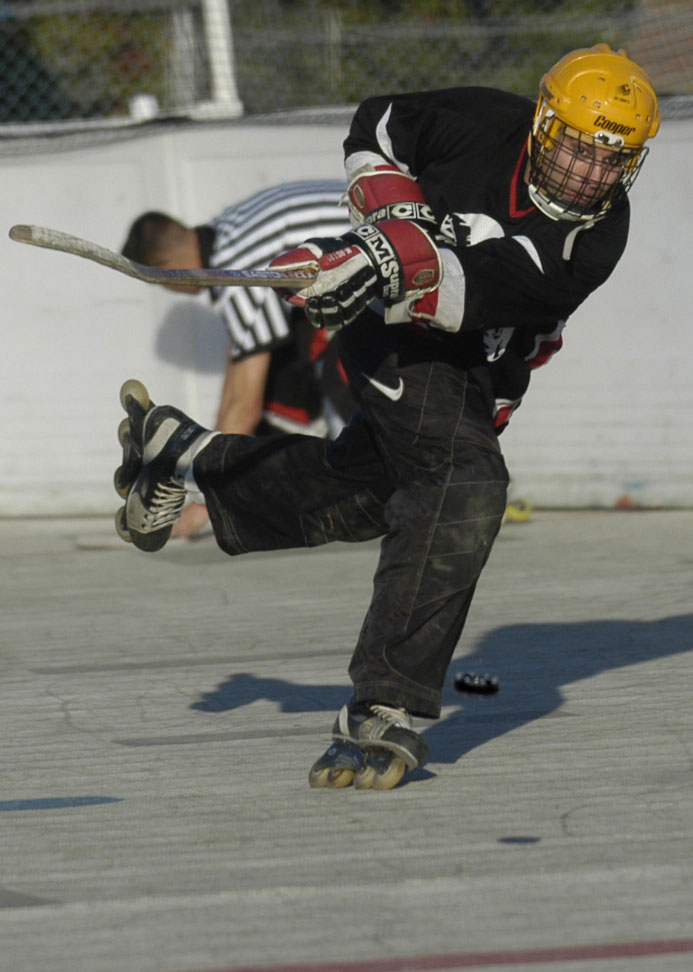
Inlinehockey beim United States Marine Corps

Die Verbreitung der Sportart steht in Wechselwirkung zum Eishockey und dem Interesse die Sportart unabhängig von dem Vorhandensein von Eisflächen zu betreiben, dies zeigt sich an der Beliebtheit in den USA, Kanada und Tschechien. In den USA gibt es die Professional Inline Hockey Association, die National Roller Hockey League und die Major League Roller Hockey.
Dass langfristig die Beliebtheit in Regionen steigen würde, in denen Eisflächen weitaus weniger vorhanden sind, ist heute schon abzusehen, etwa in Italien, Spanien, Südafrika und Namibia. Als spielerisch stärkste Nation in Europa gilt Frankreich.

### Inlinehockey in Deutschland
Etwa ein Jahr nach der Gründung erster Vereine, starteten Landesligen im Jahr 1995, auf Bundesebene wird der Sport seit 1998 betrieben. Der damalige Rollsportbund (heute DRIV) fühlte sich für Inline-Skating nicht verantwortlich, sah darin eventuell eine Konkurrenz zu seinem Rollhockey (später Inline-Skaterhockey)-Angebot. An dessen Stelle traten dann andere Initiativen: Der Hessische Ski-Verband gründete die Hessische Inlinehockey-Liga (HIHL und DIHB Deutscher Inlinehockey-Bund) und der Deutsche Eishockey-Bund (DEB) gründete die Deutsche Inline-Hockey-Liga (DIHL), weiterhin entstand der Deutsche Inline Verband (DIV). Der Rollsportbund reagierte mit einer Umbenennung zu Deutschen Rollsport und Inline-Verband (DRIV) und erklärte sich auch für Inlineskating und Inlinehockey zuständig.
Schließlich schloss sich der DIV dem DRIV an und der Deutsche Eishockey-Bund die Deutsche Inline-Hockey-Liga legte sein Angebot mit der IHD-Bundesliga (Inlinehockey-Bundesliga) des Deutschen Rollsport und Inline-Verband (DRIV) zusammen.
Seit 1997 findet jährlich das Inlinehockey-Festival in Düsseldorf statt. In Mellendorf gibt es für Hobbyteams den „Veltins Inline Cup“ (vorher „Wolters Inline Cup und davor Gilde Cup“). Die IIHF-WM fand schon mehrmals in Deutschland statt, darunter in Nürnberg und 2013 in Dresden.
Wenngleich es ein vielfältiges Angebot gibt, das vom Schulsport bis hin zu Landesligen und überregionalen Ligen reicht, und die Nachfrage vorhanden ist (beispielsweise hat "Die Players Liga" in Mannheim 17 Vereine im Inlinehockey) bleibt der Sport nicht zuletzt aufgrund der geringen medialen Berichterstattung in der Öffentlichkeit nahezu unbekannt, selbst die IIHF-WM ist davon betroffen.
Der DRIV ist von World Skate (ehemals: FIRS) anerkannt und stellt Mannschaften für vom Internationalen Olympischen Komitee anerkannte internationale Begegnungen.
Im DRIV gibt es neben der Sportkommission (Fachsparte) für Inline-Hockey auch eine für Inline-Skaterhockey. Diese Sportart ist auf nationaler Ebene verbreiteter als Inlinehockey, einerseits weil sie (vom Rollhockey kommend) älter ist, aber vor allem weil in den meisten Turnhallen in Deutschland keine Pucks erlaubt sind, jedoch die Sportart Inline-Skaterhockey (mit Ball) in diesen ausgeübt werden kann.

### Inlinehockey in der Schweiz
Deutschschweizer Vereine machen im Begriff keinen Unterschied und nennen auch die Sportart Inline-Skaterhockey ebenfalls Inlinehockey. Gespielt wird hauptsächlich auf Spielfeldgrößen von 60×30m oder 40×20m. Nur in Ausnahmefällen gibt es dazwischenliegende. Die Verbände sind getrennt organisiert. Während es nur einen 60×30m-Verband in der Schweiz gibt, existieren im 40×20m-Bereich verschiedene Verbände. Die verschiedenen Ligen:
- SIHV Schweizerischer Inline Hockey Verband (Schweiz. Verband auf 40×20m-Spielfeldern mit Ball)
- IHS Inline Hockey Schweiz (Schweiz. Verband auf 60×30m-Spielfeldern mit Puck)
- RIHL Regional Inline Hockey Liga (Regionale Liga, Großraum Luzern)
- FSHBR Fédération Skater Hockey Broyard (Regionale Winterliga, Romandie)
- Schweizer Inlinehockey Pokal (Wintermeisterschaft auf 60×30m-Spielfeldern)

Stand: 12. Dezember 2009

### Inlinehockey in Österreich
Die Inlinehockey-Liga des Wiener Eishockeyverbandes (WIHL) ist in zwei Klassen aufgeteilt und wird zum Unterschied der Liga des ÖRSV mit Puck und auf Eishockeyfeldgröße gespielt. Des Weiteren organisiert der Eishockeyverband eine Bundesliga, in der vor allem Eishockeyspieler der höheren Spielklassen vertreten sind.
|
Der Bereich Inline-Skaterhockey wird in Österreich von der ISHA (Inline Skaterhockey Austria) organisiert. Hierbei gibt es drei Klassen: die Österreichische Bundesliga, die 2 Bundesliga Herren, sowie die Landesliga diese ist jedoch regional aufgeteilt. Derzeit gibt es eine Landesliga Wien/Niederösterreich, eine für Burgenland/Steiermark, sowie eine in Oberösterreich/Salzburg.
Stand: 9. August 2022

## Wettbewerbe

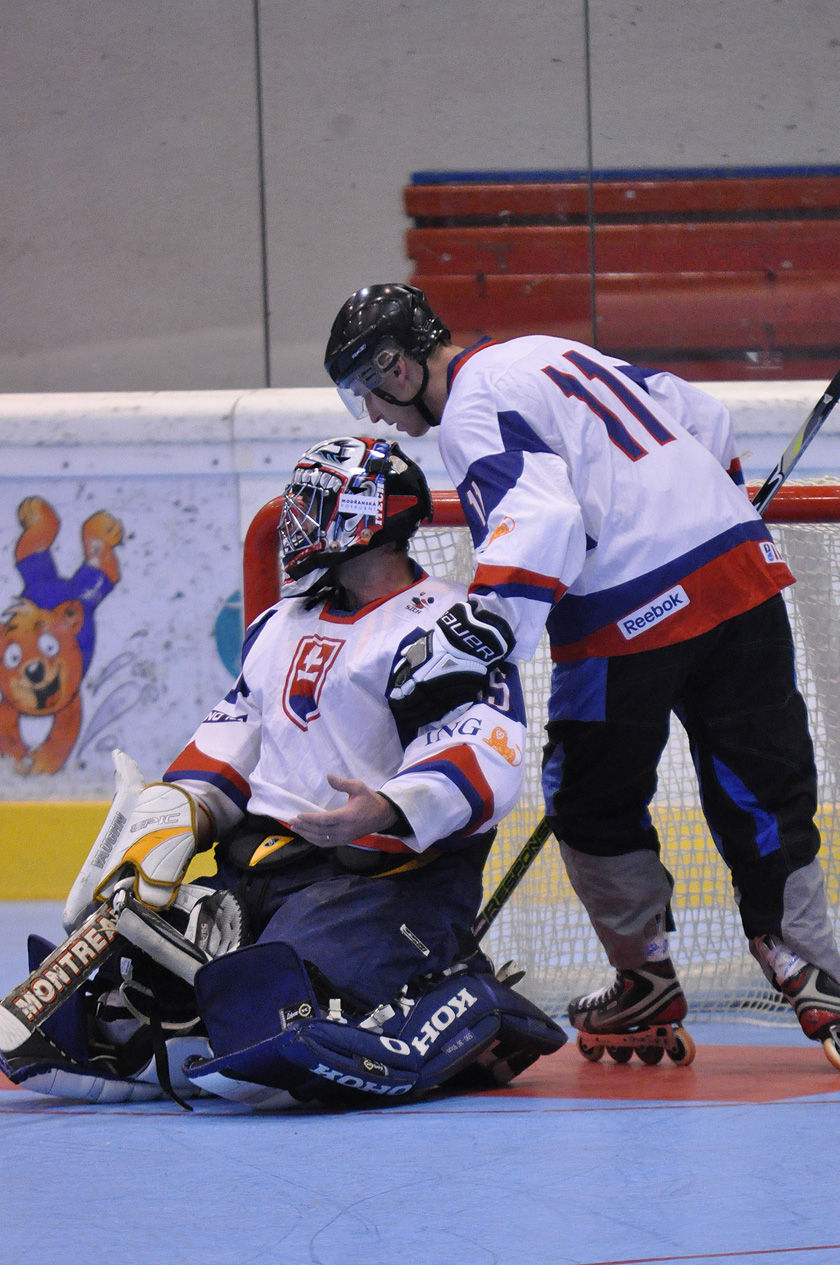
Szene aus dem Inlinehockeyspiel Slowakei gegen Tschechien während der Weltmeisterschaft 2011

- Siehe auch: Inlinehockey-Weltmeisterschaft

So wie die nationalen Meisterschaften von unterschiedlichen Verbänden organisiert werden, finden auch von den unterschiedlichen internationalen Sportföderationen verschiedene Weltmeisterschaften statt. So organisiert einerseits World Skate (ehemals FIRS) Weltmeisterschaften für Frauen und Männer, andererseits die Internationale Eishockey-Föderation IIHF-Weltmeisterschaften für Männer.
Europameisterschaften werden bislang genauso wie Junioren- und Frauenweltmeisterschaften sowie Kontinentalpokale der Landesmeister nur von der FIRS ausgetragen. Zumindest die Juniorenweltmeisterschaften und die Pokalturnier der Landesmeister Europas und Südamerikas sind jedoch bereits bei der IIHF in Planung.
Vom Internationalen Olympischen Komitee wird nur Worldskate als Träger des Inlinehockey-Sports anerkannt, weshalb für die vom IOC veranstalteten World Games, bei denen Inlinehockey seit 2005 vertreten ist, eine Nationalmannschaft vom DRIV zusammengestellt wurde.

## Spielprinzip und Ausrüstung

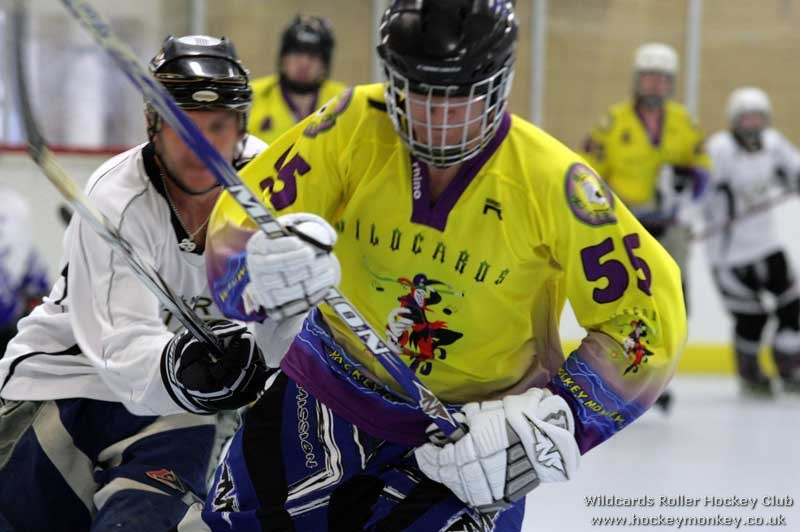
Spielszene aus England

Inlinehockey wird von zwei Mannschaften mit je vier Feldspielern und einem Torwart gespielt. Die Regelspielzeit beträgt bei internationalen Wettbewerben 3 × 20 Minuten und bei jüngeren Spielern teilweise 3 × 12 Minuten oder 3 × 15 Minuten. Bei nationalen Wettbewerben gibt es teilweise abweichende Regelungen.
Ziel des Spieles ist es, den Puck öfter in das gegnerische Tor zu befördern, als es der Gegner schafft. Diese befinden sich in der Mitte der beiden kurzen Seiten des Spielfelds. Bewacht werden sie von einem besonderen Spieler der jeweiligen Mannschaft, dem Torwart. Die anderen Spieler jeder Mannschaft werden Feldspieler genannt.
Die geringere Anzahl an Spielern im Gegensatz zum Eishockey, bei unwesentlich geringerer Fläche, erhöht die Wahrscheinlichkeit von Toren, weiterhin gibt es weder Abseits noch unerlaubte Befreiungsschläge. Inlinehockey ist jedoch körperlich wesentlich anstrengender, aufgrund der Reibung auf dem Asphalt.
Um Verletzungen vorzubeugen, ist eine spezielle Schutzausrüstung vorgeschrieben. Da die Torhüter durch die auf das Tor abgefeuerten Schüsse einer erhöhten Gefahr ausgesetzt sind, haben sie eine noch umfassendere Schutzausrüstung.

### Spielfläche

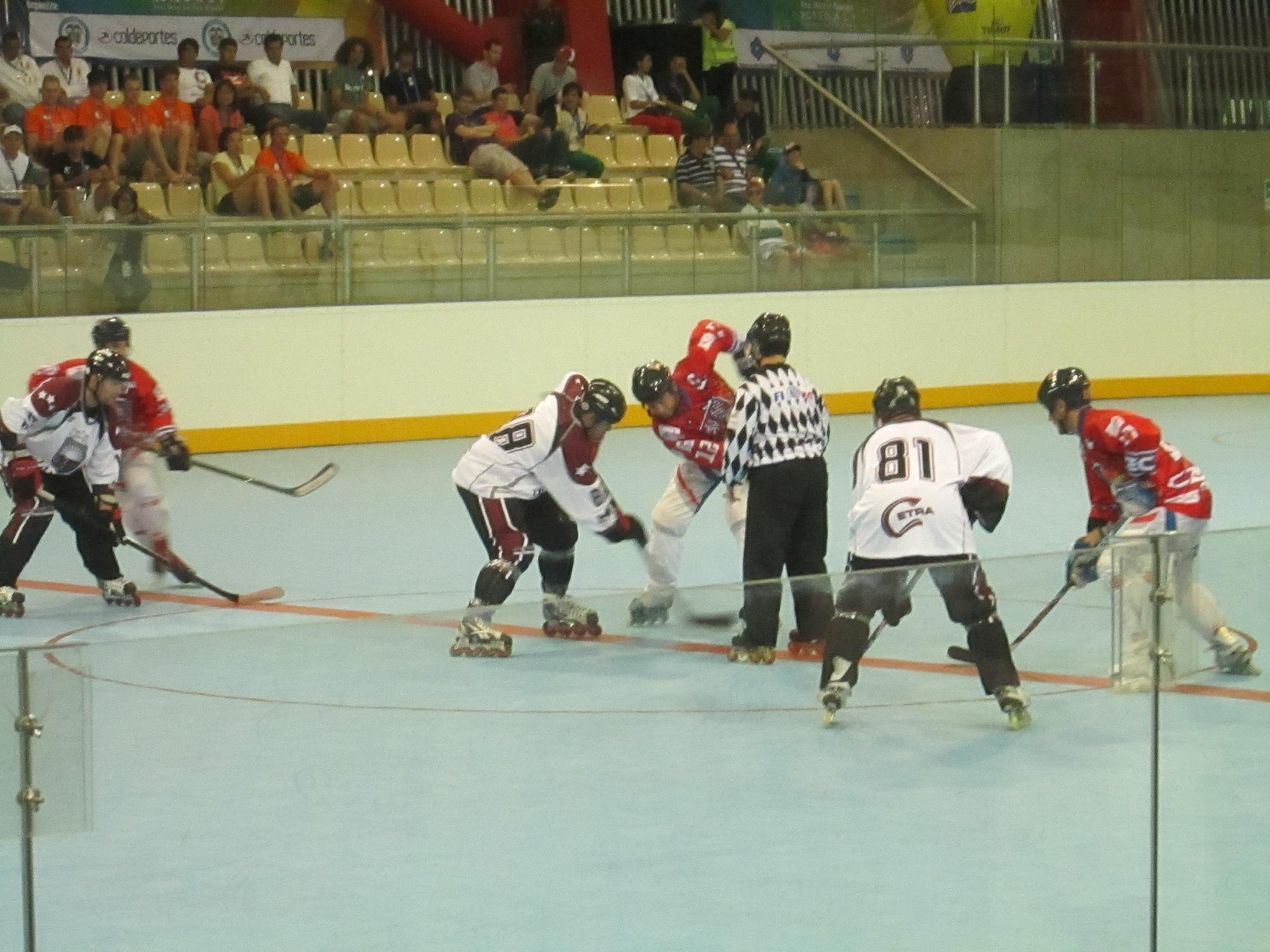
Spielszene aus einem Länderspiel

Es existieren drei Spielflächengrößen: Es gibt das 60 × 30 m Spielfeld, das 50 × 25 Spielfeld (ebenfalls mit der 1,25 m hohen umlaufenden Eishockey-Bande) und das kleinere 40 × 20 Spielfeld. Abweichungen sind dazwischen möglich solange das 1:2 Seitenverhältnis gewahrt bleibt. Die Abweichungen haben historische Gründe: Das größte Spielfeld resultiert aus dem Anliegen auf abgetauten oder stillgelegten Eisflächen nach dem Eishockey ein Folgeangebot zu schaffen, während das kleinste der Infrastruktur anderer Sportarten entsprach. Neue Spielfelder werden in der Regel in 50 × 25 angelegt.
Der Bodenbelag ist aus Holz, Kunststoff oder Zement. Der Bodenbelag kann auch in Polypropylen-Kunststoff verlegt werden in Form von gelochten Einzelfliesen (Maße, je 300 × 300 × 14 mm) Feinasphalt mit einer Körnung von 0 – 5 mm wurde früher ebenfalls verwendet, wobei diese Felder häufig nachträglich mit einer Epoxidbeschichtung überzogen wurden.

### Puck

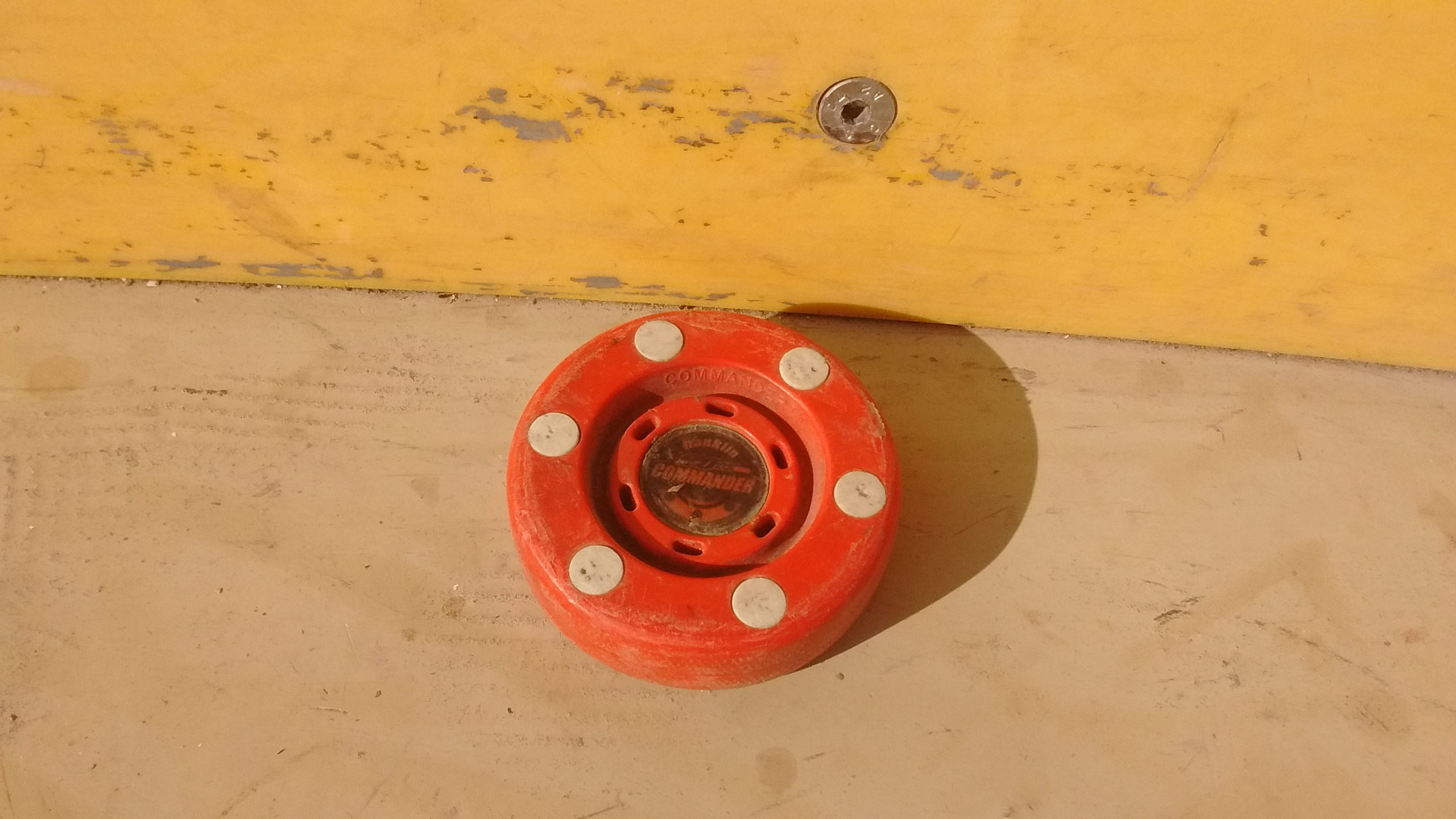
Inline-Hockey Puck „Franklin Commander“

Der Puck ist aus Hartgummi und wiegt ca. 100–120 Gramm, die Maße betragen 7.50 – 8 cm (3" – 3,1") im Durchmesser und 2 – 2.54 cm (¾"–1") in der Materialstärke. Als Farbe hat die IIHF lediglich "dunkel" (dark) festgelegt und setzt in deren Länderspielen und Wettbewerben einen schwarzen Puck ein, in den europäischen Ligen haben sich rote Pucks durchgesetzt.
Größter Unterschied zum Eishockey-Puck ist die Beschaffenheit der Oberfläche, auf dieser befinden sich zur Reibungsreduzierung auf festen Untergründen beidseitig 6 Gleitnocken, die mit der Zeit abschleifen. Dieses Konstruktionsprinzip ist 1971 und 1991 in den USA patentiert worden. Große Verbreitung haben der „Franklin Commander“ aus den USA, der 110 Gramm wiegt, und der „Stilmat“ aus Tschechien, der 100 Gramm wiegt. Verschiedene Pucks sind als lizenzierte Produkte z. B. vom IIHF, der NHL, der RHI und dem IHD erhältlich, in den unlizenzierten Ausführungen sind diese in der Regel preislich günstiger. Die Pucks dürfen herstellerseitig nicht bei einer Raum- oder Außentemperatur unter 10 °C eingesetzt werden. Nicht zu verwechseln sind die Inlinehockey-Pucks mit den ebenfalls erhältlichen Pucks zum Trockentraining beim Eishockey, wie dem „Green Biscuit Snipe“.

### Inline-Skates

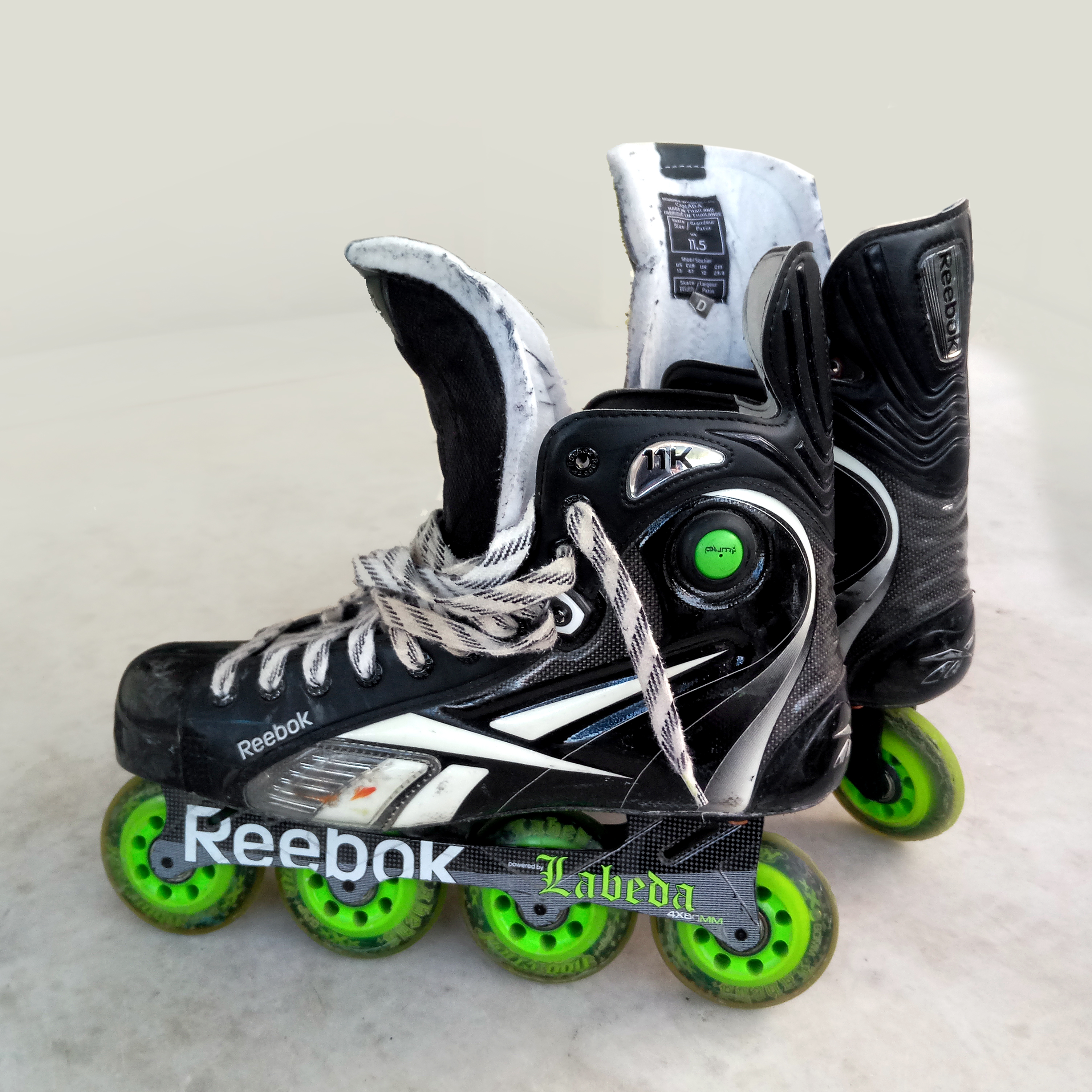
Inline-Skates „Reebok 11k“ von 2011 mit Pumpsystem

Hockeyskates bestehen aus einem harten, vom Eishockey übernommenen Schnürschuh mit harter Schuhspitze, bei dem an Stelle der Kufe die Inline-Schiene montiert ist. Hersteller von Schlittschuhen wie Bauer und CCM bieten jeweils Parallelmodelle an zu den Schlittschuhen, es gibt aber auch auf Inlinehockey spezialisierte Marken, darunter Mission, Tour und Labeda.
Die ersten Inlinehockey-Skates hatten Schienen mit je 4 gleichen Rollen an jedem Schuh (lediglich bei kleinen Bambini-Größen gibt es eine Drei-Rollen-Variante) in 72, 76 oder 80 mm Durchmesser, durchgesetzt hat sich mittlerweile die „Hi-Lo“-Konfiguration aus je zwei niedrigen Rollen vorne und zwei höheren hinten, diese wurde am 12. Juli 1996 von Jon G Wong in den USA zum Patent angemeldet und von Mission vermarktet. Es gibt mittlerweile auch Schienen mit einer „Tri-Di“-Möglichkeit, die es erlaubt drei Rollengrößen an einer Schiene zu montieren, z. B. in der Konfiguration 80-76-76-72 mm. Bei der unterschiedlichen Größe steht die Ferse etwas höher und der Spieler kommt in eine leichte Vorlage, um einen optimalen Antritt umzusetzen. Generell ist anders als bei den Softboots kein Bremsklotz vorgesehen. Inlinehockeyrollen sind wesentlich weicher als Straßenrollen und haben daher mehr Abrieb, es gibt welche unterschiedliche für Innen- und Aussenanwendungen.

## Längstes Spiel
- Als längstes Inlinehockey-Spiel der Welt wurde die Partie zwischen den Scorpions aus Otjiwarongo in Namibia und einer Auswahl des namibischen Inline- und Eishockey-Verbandes am 7. Februar 2014 im Guinness-Buch der Rekorde verzeichnet. Die Partie dauerte insgesamt 27 Stunden und 31 Sekunden.[12]